# 23 d'octubre
El 23 d'octubre és el dos-cents noranta-sisè dia de l'any del calendari gregorià i el dos-cents noranta-setè en els anys de traspàs. Queden 69 dies per finalitzar l'any.

## Esdeveniments
Països Catalans
- 1963 - Tarragona: fundació del Club Natació Tàrraco.[1]
- 1964 - Cambrils: fundació del Club Nàutic Cambrils.[2]
- 1977 - el Prat de Llobregat (el Baix Llobregat): el president Tarradellas hi arriba procedent de l'exili.
- 2004 - la selecció catalana d'hoquei patins guanya el Campionat del Món "B" masculí. És la primera vegada que la selecció catalana competeix a nivell internacional.

Resta del món
- 4004 aC - data d'inici del món (Anno Mundi del creacionisme) segons James Ussher, un arquebisbe anglicà del comtat d'Armagh (avui Irlanda del Nord) el 1650 en la seva obra "Annals de l'Antic Testament".
- 425 - Roma: Valentinià III és nomenat emperador, a l'edat de 6 anys.
- 1702 - Vigo (Galícia): Els aliats van guanyar la batalla naval de la badia de Vigo en el curs de la Guerra de Successió Espanyola.[3]
- 1940 - Hendaia: hi té lloc la trobada del General Franco amb Adolf Hitler en què li promet col·laborar amb una divisió de voluntaris (la Divisió Blava), però mantenint-se al marge de la Segona Guerra Mundial.[4]
- 1958 - Bèlgica - A la revista Spirou es produeix la primera aparició dels barrufets, a la història originalment titulada La Flûte à six trous, actualment coneguda com La flauta dels sis barrufets.[5][6]
- 2001 - Apple posa a la venda el primer iPod.[7]
- 2002, Moscou, Rússia: Un grup de guerrillers txetxens prenen més de 800 espectadors d'ostatges al Teatre Dubrovka.[8]
- 2006 - Mattel comercialitza la consola Hyperscan.[9]
- 2011, Van, Kurdistan turc: Un destructiu sisme de magnitud 7.2 colpeja la província de Van matant a 582 persones i ferint a milers.[10]
- 2015 - La pressió més baixa del nivell de la mar en l'hemisferi occidental i els vents sostinguts més alts i mesurats de manera fiable, es registren en l'huracà Patricia,[11] que colpeja principalment a Mèxic hores més tard, matant almenys a 13 persones i causant més de 280 milions de dòlars en danys.
- 2019 - Grays, Essex, Anglaterra: 39 vietnamites són trobats morts en un camió amb refrigeració.[12]

## Naixements
Països Catalans
- 1820 - Vilafranca del Penedès: Francesc Xavier Llorens i Barba, filòsof català.[13]
- 1911 - Sant Andreu de Palomar, Barcelona: Joan Pich Santasusana, violoncel·lista, compositor i director d'orquestra (m. 1999).[14]
- 1927 - Barcelona: Renata Tarragó Fàbregas, guitarrista i professora de música catalana (m. 2005).[15]
- 1948 - Barcelona: Jordi Sabatés, pianista català.[16]
- 1953 - Sitges: David Jou i Mirabent, poeta, físic i assagista català.
- 1981 - Leticia Dolera, actriu i directora de cinema catalana.[17]
- 1989 - Badalona, Barcelonès: Dulceida, bloguera i celebritat d'Internet catalana.[18]
- 1994 - Sabadell, Joana Vilapuig i Borrell, actriu catalana.[19]
- 1999 - Tagamanent, Vallès Oriental: Gemma Font Oliveras, futbolista catalana.[20]

Resta del món
- 1735 - Lorena (França): Louis Antoine de Poirot fou un jesuïta francès, pintor, missioner a la Xina (m. 1813).
- 1796 - Bodio, Suïssa: Stefano Franscini, estadístic i polític suís (m. 1857).[21]
- 1801 - Berlín, Alemanya: Albert Lortzing, compositor alemany (m. 1851).[22]
- 1805 - Providence, Rhode Island: John Russell Bartlett, lingüista i historiador estatunidenc (m. 1886).[23]
- 1813 - Tauche, Regne de Prússia: Ludwig Leichhardt, explorador germànic-australià (m. 1848).[24]
- 1815 - Barra, Brasil: João Maurício Wanderley, polític brasiler (m. 1889).[25]
- 1818 - Bärwalde: Maximiliane von Oriola, salonnière berlinesa del segle xix (m. 1894).[26]
- 1827 - Cartagena, Múrcia: Pilar Pascual de Sanjuán, mestra, feminista i escriptora catalana (m. 1899).[27]
- 1844 - París, França: Sarah Bernhardt, actriu francesa (m. 1923).[28]
- 1854 - Everton, Liverpool: Annie Lorrain Smith, liquenòloga i micòloga britànica (m. 1937).[29]
- 1868 - Hamar: Katti Anker Møller, feminista noruega, defensora dels drets de la infància i dels drets reproductius (m. 1945).[30]
- 1894 - Glasgow, Escòcia: Belle Moore, nedadora escocesa que competí a començaments del segle xx (m. 1975).[31]
- 1905 - Zúric, Suïssa: Felix Bloch, físic, Premi Nobel de Física de 1952 (m. 1983).[32]
  - Nova York, Estats Units: Gertrude Ederle, nedadora estatunidenca (m. 2003).[33]
- 1908 - Sant Petersburg, Imperi Rus: Ilià Frank, físic, Premi Nobel de Física de l'any 1958 (m. 1990).[34]
- 1920 -
  - Omegna, Regne d'Itàlia: Gianni Rodari, mestre, escriptor, pedagog i periodista italià (m. 1980).[35]
  - Chernivtsi (Regne de Romania): Paul Celan, poeta en alemany (m. 1970).[36]
- 1921 - París, França: Denise Duval, soprano lírica francesa coneguda per les seves interpretacions de Francis Poulenc (m. 2016).[37]
- 1924 - Anouar Abdel-Malek, científic i polític egipci-francès d'ascendència copta (m. 2012).[38]
- 1925 - Corning, Iowa (EUA): Johnny Carson, comediant i escriptor nord-americà (m. 2005).[39]
- 1927 - Fairfield (Washington) (EUA): Edward Kienholz, artista estatunidenc especialitzat en instal·lacions (m. 1994).[40]
- 1940 - Três Corações, Minas Gerais (Brasil): Edson Arantes do Nascimento, conegut com a Pelé, futbolista brasiler.[41]
- 1942 - Chicago: Michael Crichton, escriptor, guionista i productor de cinema nord-americà (m. 2008).[42]
- 1945 - 
  - Maggi Hambling, escultora i pintora anglesa.[43]
  - Kim Larsen, cantant danès.[44]
- 1947 - Jibna, Mandat britànic de Palestina: Abdel Aziz al-Rantissi, líder polític palestí i cofundador de Hamàs (m. 2004).[45]
- 1961 - Vitòria, País Basc: Andoni Zubizarreta, futbolista basc que jugava en la demarcació de porter.[46]
- 1979 - Haverfordwest, Gal·les: Simon Davies, futbolista gal·lès.[47]
- 1986 - Melbourne, Austràlia: Kathleen MacLeod, jugadora de bàsquet australiana.[48]
- 1989 - Saransk, Mordòvia, Rússia: Anisia Kirdiapkina, atleta russa especialitzada en marxa atlètica.[49]
- 1992 - Alexandria, Virgínia: Sasha DiGiulian, escaladora professional estatunidenca.[50]
- 1993 - Hattiesburg, Mississipi: Taylor Spreitler, actriu estatunidenca.[51]
- 1994 -
  - Setagaya, Japó: Tomoko Muramatsu, futbolista japonesa.[52]
  - Kalispell, Montana: Margaret Qualley, actriu, ballarina i model estatunidenca.[53]
- 1995 - Los Angeles, Califòrnia: Ireland Baldwin, actriu i model estatunidenca.[54]
- 1996 - Zuidland, Nissewaard, Holanda del Sud: Chanella Stougje, ciclista neerlandesa professional.[55]
- 1997 - Auckland, Nova Zelanda: Jaydn Su'A, jugador de la lliga internacional de rugbi de Samoa.[56]
- 1998 - Los Angeles, Califòrnia: Amandla Stenberg, actriu estatunidenca.[57]
- 1999: Belle Delphine, celebritat de internet, youtuber, model i actriu porno británica.
- 2002 - Corea del Sud: Shin Eun-soo, actriu sud-coreana.[58]

## Necrològiques
Països Catalans
- 1954 - Barcelona - Tomàs Carreras i Artau, filòsof, etnòleg i polític català.[59]

Resta del món
- 1774 - Pequín (Xina): Michel Benoist, jesuïta missioner a la Xina (n. 1715).[60]

- 1869 - Knowsley (Anglaterra): Edward Smith-Stanley, polític anglès, Primer Ministre del Regne Unit (n. 1799).[61]
- 1939 - Altadena, Califòrnia (EUA): Zane Grey, escriptor estatunidenc (n. 1872).[62]
- 1944 - Edimburg, Escòcia: Charles Glover Barkla: físic anglès, Premi Nobel de Física de l'any 1917 (n. 1877).[63]
- 1985 - Ehrwald, Àustria: Viorica Ursuleac, cantant d'òpera romanesa (n. 1894).[64]
- 1986 - Saint Louis, Missouri (EUA): Edward Adelbert Doisy, metge i bioquímic nord-americà, Premi Nobel de Medicina o Fisiologia de l'any 1943 (n. 1893).[65]
- 1998 - Horn (Països Baixos): Maria Beij o Mary Servaes-Bey, cantant neerlandesa coneguda com a Zangeres zonder Naam.[66]
- 2003- Xangai (Xina):Soong Mei-ling o Soong May-ling (xinès: 宋美齡) també coneguda com a Madame Chiang Kai-shek o Madame Chiang, fou una figura política que va ser primera dama de la República de la Xina (n. 1897).[67]
- 2011 - Circuit de Sepang (Malàisia): Marco Simoncelli, pilot de motociclisme després de patir un accident durant el Gran Premi de Malàisia.[68]

## Festes i commemoracions
- Santoral: sants Joan de Capistrano, frare; Servand i Germà de Cadis, màrtirs; Ignasi de Constantinoble, bisbe; Teodoret de Síria, prevere i màrtir; Severí Boeci, filòsof i màrtir; beat Joan Bono, fundador dels Eremites de Joan Bono o giamboniti.